# Maria Baderna
Maria Baderna o Marietta Baderna Giannini (Castel San Giovanni, 5 luglio 1828 – Rio de Janeiro, 3 gennaio 1892) è stata una danzatrice italiana.
Trasferitasi in Brasile nel 1849, le sue rappresentazioni divennero popolari a Rio de Janeiro; il suo nome è entrato nel vocabolario portoghese brasiliano come sinonimo di confusione.

## In Italia e in Inghilterra
Baderna nacque nel 1828 o 1829 nella città di Castel San Giovanni. Fin da piccola fu portata per la danza, incoraggiata dal padre; all'età di dodici anni debuttò sul palcoscenico piacentino. Fu allieva del coreografo Carlo de Blasis ed entrò a far parte del corpo di ballo del Teatro alla Scala di Milano di cui egli era direttore. Nell'autunno 1843 divenne prima ballerina della Scala in Il rajà e la bajadera e Caterina Cornaro; nel dicembre 1843 ballò un passo a due con Sofia Fuoco, altra celebre allieva di Blasis. Nell'autunno 1845 fu scritturata per il Teatro Comunale di Bologna come prima ballerina assoluta di rango francese insieme a F. Rosati. Nel gennaio 1845 ballò al Teatro Ducale di Parma, in seguito al Teatro Grande di Trieste, infine tornò alla Scala nella primavera del 1846 in Iselda di Normandia, Roberto il Diavolo (su coreografia di Blasis) e Manon Lescaut, riscuotendo successo.
Nel febbraio 1847 andò in Inghilterra con il Blasis, che la fece esibire come prima ballerina in sue creazioni quali The pretty Sicilian e Spanish Gallantries, nonché una ripresa di La Pléiade de Terpsichore. In aprile la Baderna danzò al Covent Garden in Odalisque, con coreografia curata ancora da Blasis, riscuotendo ancora successo. La stampa inglese fu critica sui balli ma apprezzò singole danze ispirate alla cultura spagnola; la Baderna si era infatti esibita in un "Fandango", in "Seguidillas Manchegas" e in una "Nouvelle Cachucha". Il pubblico inglese la definì la «perla della danza» per corporatura e grazia, e fu apprezzata per precisione e accuratezza, nonché per il gioco di punte; non aveva invece abbastanza vigore.
Tornò in Italia, ma il clima politico la costrinse a lasciare il Paese. Lei e suo padre erano seguaci di Giuseppe Mazzini, leader del movimento repubblicano, sconfitto dai monarchici e dagli austriaci dopo la rivoluzione del 1848.

## In Brasile
Ancora col Blasis, la Baderna sbarcò in Brasile nel 1849, accettando l'invito ad esibirsi con la sua compagnia al Teatro São Pedro de Alcântara (attuale Teatro João Caetano). Con Caterina Thierry, altra pupilla del coreografo, si esibì nelle principali città del Paese.
Le sue esibizioni incorporavano danze afro-brasiliane, come lundu, umbigada e cachucha, e nonostante fossero considerate "scandalose" per la società schiavista brasiliana, riscossero successo, garantendole un gruppo di ammiratori accaniti. Le esaltate manifestazioni di questi fan valsero loro il nome di badernistas ("piantagrane") e la parola baderna ("guai") divenne sinonimo di «bellezza» e, in seguito, di «confusione» o «tumulto».
A Rio de Janeiro Baderna mise su famiglia. In Brasile morì ancora giovane di malattia infettiva, lasciando quattro figli: Antonio, Henriqueta, Fanny e Mario; fu sepolta nel cimitero di São Francisco Xavier il 4 gennaio 1892.